# 阿默高山脉

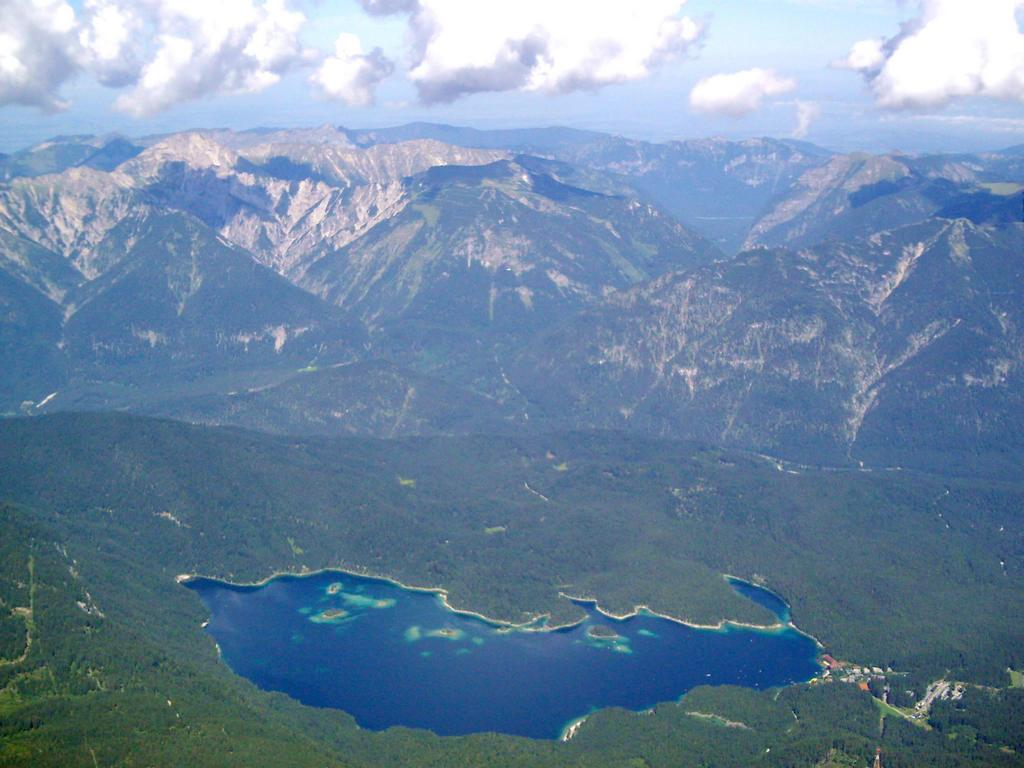

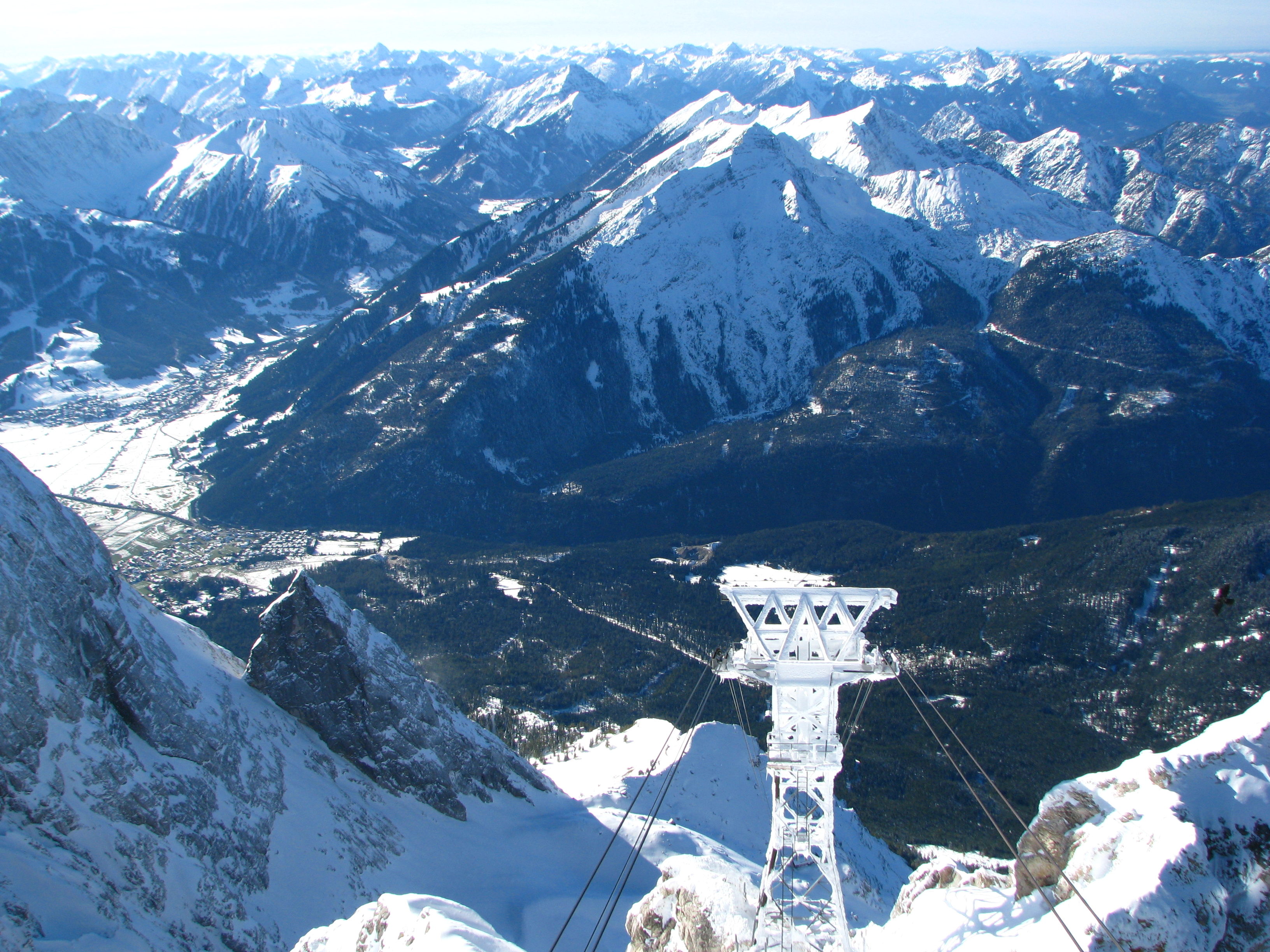

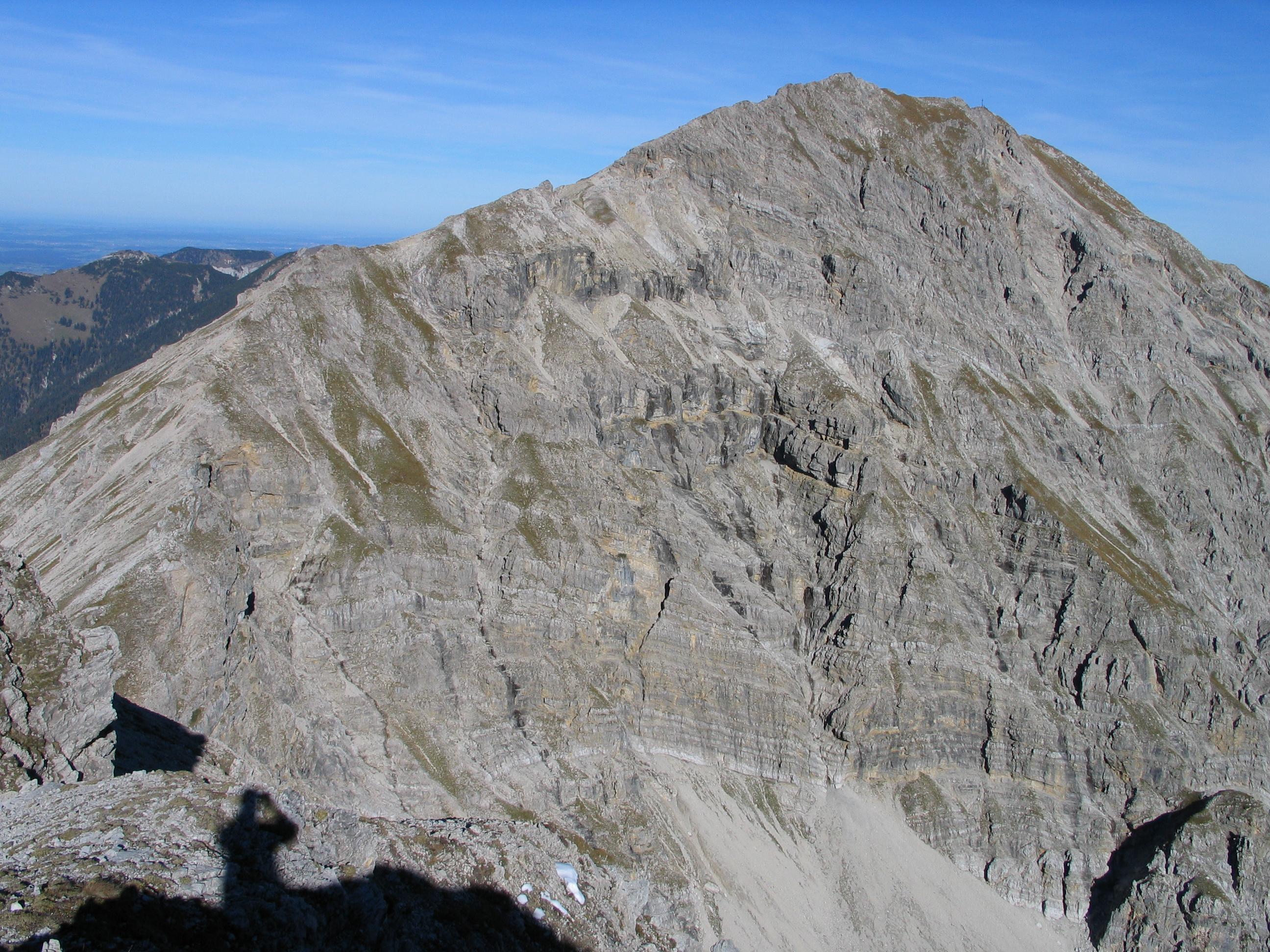

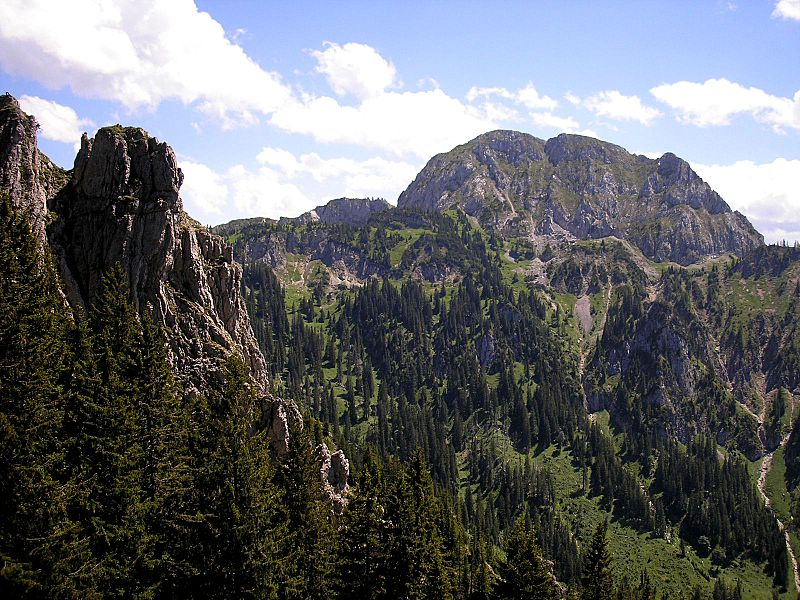

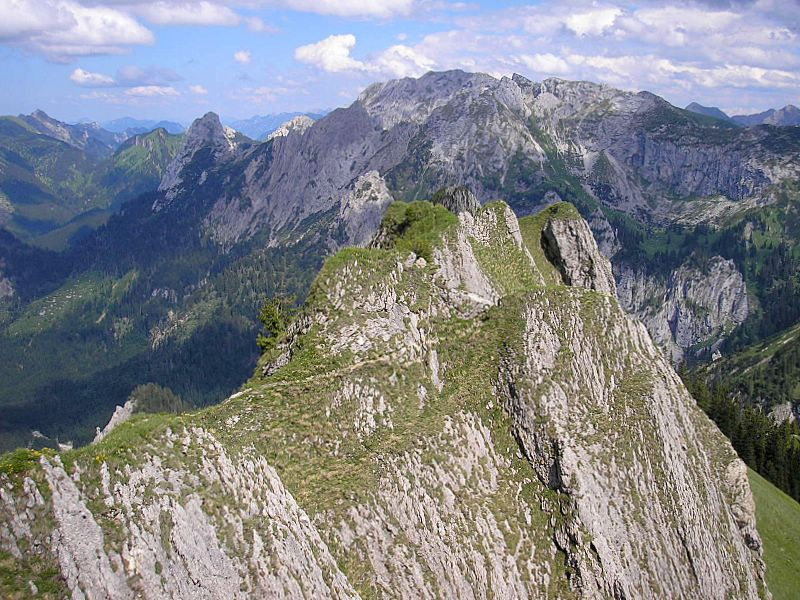

阿默高山脈（德語：Ammergauer Alpen），又称阿默山（德語：Ammergebirge），是歐洲的山脈，是北石灰岩山脈的一部分，橫跨德國巴伐利亞和奧地利蒂羅爾州，最高點海拔高度2,340米，山體由沉積岩組成。

## 外部連結
- Tours and summit in the Ammergau Alps at steinmandl.de （德文）
- Panorama portal for the Ammergau Alps （德文）